# アルハッサン・ケイタ
アルハッサン・ケイタ（Alhassane Keita,1983年6月26日 - ）は、ギニア・コナクリ出身の元サッカー選手。元ギニア代表である。現役時代のポジションはFW。

## 経歴
モロッコのオリンピック・フリブガでデビューし、2001年にスイスのFCチューリッヒに移籍した。2005-06シーズンは20得点で得点王になった。チューリッヒでは5シーズンで58得点し、リーグ優勝を2回経験した。2006年、サウジアラビアのアル・イテハドに移籍した。アル・イテハドではリーグ優勝を1回経験した。
2008年7月、スペインのRCDマジョルカに移籍した。2009年7月、二重契約を理由にFIFAから4ヶ月の出場停止と16万ドル（約1500万円）の罰金を命じられた。